# Bátorová
Bátorová (węg. Bátorfalu) – wieś (obec) na Słowacji położona w kraju bańskobystrzyckim, w powiecie Veľký Krtíš. Pierwsze wzmianki o miejscowości pochodzą z 1478 roku.
Według danych z dnia 31 grudnia 2012 roku, wieś zamieszkiwało 367 osób, w tym 187 kobiet i 180 mężczyzn.
W 2001 roku rozkład populacji względem narodowości i przynależności etnicznej wyglądał następująco:
- Słowacy – 70,63%
- Czesi – 0,26%
- Węgrzy – 29,1%

Ze względu na wyznawaną religię w 2001 roku 92,59% mieszkańców było katolikami rzymskimi, a 7,41% ewangelikami.